# NGC 5296
NGC 5296 est une galaxie lenticulaire située dans la constellation des Chiens de chasse. Sa vitesse par rapport au fond diffus cosmologique est de 2 424 ± 12 km/s, ce qui correspond à une distance de Hubble de 35,8 ± 2,5 Mpc (∼117 millions d'al). NGC 5296 a été découverte par le physicien irlandais George Stoney en 1850.
NGC 5296 est une galaxie à sursaut de formation d'étoiles.
À ce jour, trois mesures non basées sur le décalage vers le rouge (redshift) donnent une distance de 129,800 ± 134,370 Mpc (∼423 millions d'al), ce qui est incohérent avec les valeurs de la distance de Hubble. Deux des mesures basées la loi de Tully-Fisher donnent respectivement des distances de 67,6 Mpc et 284 Mpc, d'où l'écart type très élevée plus grand que la moyenne de l'échantillon. Notons que cette relation est basée sur la luminosité des galaxies spirales et comme NGC 5296 est une galaxie lenticulaire, cela explique peut-être ces étranges résultats. Notons de plus que c'est avec la valeur moyenne des mesures indépendantes, lorsqu'elles existent, que la base de données NASA/IPAC calcule le diamètre d'une galaxie et qu'ici le résultat est sûrement erroné.
Selon E.L. Turner, les galaxies NGC 5296 et NGC 5297 forment une paire de galaxies rapprochées. La distance de Hubble de NGC 5297 est égale à 38,13 ± 2,68 pc, ce qui est comparable à celle de NGC 5296. De plus, l'image de 5297 montre qu'elle présente au sud une queue de marée dirigée NGC 5296. Il est donc fort probable que ces deux soient en interaction gravitarionnelle. 

## Groupe de NGC 5297
Selon A.M. Garcia, la galaxie NGC 5296 fait partie d'un groupe de galaxies qui compte au moins cinq membres, le groupe de NGC 5297. Les autres galaxies du groupe sont NGC 5297, NGC 5336, UGC 8733 et UGC 8798.